# Andy Marshall
Andrew John ("Andy") Marshall (Bury, 14 april 1975) is een Engels voormalig doelman in het betaald voetbal. Marshall beleefde de beste jaren van zijn loopbaan als doelman van Norwich City van 1994 tot 2001, met de club deels uitkomend in de Premier League.

## Clubcarrière
Marshall verdedigde in 195 competitiewedstrijden het doel van Norwich City. Hij moest grote schoenen vullen want hij was de opvolger van clubicoon Bryan Gunn, die in 1993 met bravoure voetbalgrootheid Bayern München uitschakelde in de UEFA Cup. Van 2004 tot 2006 stond Marshall onder de lat bij Millwall. Hij keerde later nog tweemaal terug naar de club. Van 2009 tot 2013 deed hij dienst als reservedoelman van Aston Villa in de Premier League, achter Brad Friedel en later Shay Given.
Op 22 mei 2004 verloor Marshall als eerste doelman van Millwall de finale van de FA Cup tegen het Manchester United van Cristiano Ronaldo en Ruud van Nistelrooij.
In 2014 beëindigde Marshall zijn loopbaan bij Millwall. Hij ging dan aan de slag als keeperstrainer van zijn voormalige club Aston Villa. Marshall fungeerde even als interim-coach van Aston Villa na het ontslag van Paul Lambert op 11 februari 2015. Hij vulde deze rol in samen met gewezen Arsenal-speler en naamgenoot Scott Marshall.